# Abronia ammophila
Abronia ammophila är en underblomsväxtart som beskrevs av Edward Lee Greene. Abronia ammophila ingår i släktet Abronia och familjen underblomsväxter. Inga underarter finns listade i Catalogue of Life.